# Foulque à front rouge
Fulica rufifrons
Espèce
Statut de conservation UICN

 LC  : Préoccupation mineure
La Foulque à front rouge (Fulica rufifrons) est une espèce d'oiseaux de la famille des Rallidae.
Cet oiseau peuple le centre du Chili, l'est de l'Argentine, l'Uruguay et le sud-est du Brésil.